# A Treatise on Electricity and Magnetism

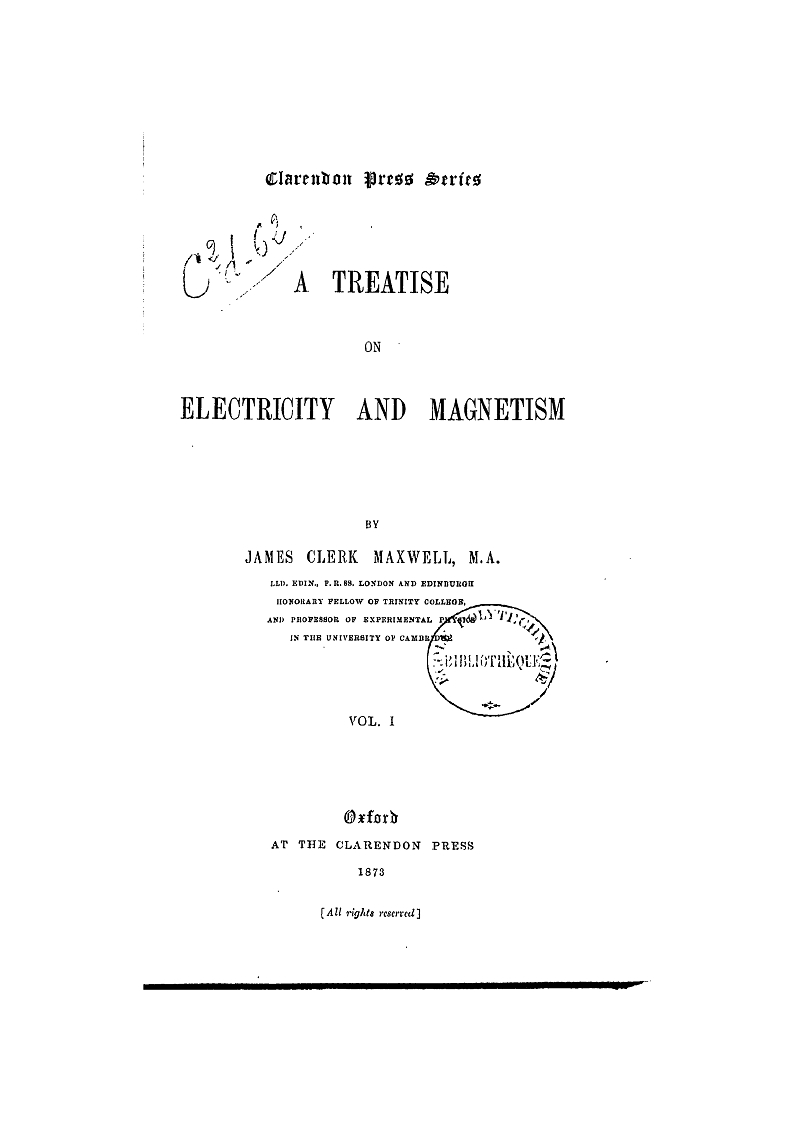
Titelseite von Band 1, 1873

A Treatise on Electricity and Magnetism von 1873 ist ein Lehrbuch über Elektrizität und Magnetismus und das Hauptwerk von James Clerk Maxwell über seine Theorie des Elektromagnetismus.

## Hauptteil
Maxwell hatte seine Theorie des Elektromagnetismus, die auf dem Konzept von Feld und Kraftlinien von Michael Faraday aufbaut, schon in seinen Aufsätzen On Faradays lines of force (1856), On physical lines of force (1861/62) und in A dynamical theory of the electromagnetic field von 1865 veröffentlicht, sie war aber selbst in England nicht allgemein bekannt oder anerkannt. Von großem Einfluss auf Maxwell waren auch die Arbeiten von William Thomson ab den 1840er und 1850er Jahren, der damals schon Faradays Überlegungen in mathematische Form brachte und mathematische Methoden der französischen und kontinentaleuropäischen Schulen, von Carl Friedrich Gauß und von George Green verwendete, was Maxwell fortsetzte.
Weitere Einflüsse, die auch die Struktur des Buches stark beeinflussten, waren die Tatsache, dass Maxwell ab 1862 in ein Komitee für die Festlegung eines Widerstands-Standards eingebunden war, was ihn in engen Kontakt mit dem Experiment brachte. Das Komitee war von Thomson gegründet worden, um der sich stürmisch entwickelnden Telegraphen- und Elektroindustrie gerecht zu werden. Ein zweiter Einfluss war die Erneuerung der Curricula in Cambridge und anderen Universitäten, die Elektrizität und Magnetismus umfassen sollten und wofür ein neues Lehrbuch nötig war. Maxwell selbst war ab 1866 einer der Examinatoren der Tripos-Prüfungen, die er um neue physikalische Gebiete erweiterte (Elektrizität, Magnetismus, Wärme). Das schlug sich in der detaillierten Behandlung von Übungsbeispielen im Treatise nieder. Maxwell wurde 1871 Leiter des neu gegründeten Cavendish-Laboratoriums in Cambridge und Professor für Experimentalphysik und galt in Großbritannien als führende Autorität auf dem neuen Gebiet der Elektrizitätslehre neben Thomson. Die eigentlichen Neuerungen seiner eigenen Theorie des Elektromagnetismus behandelte Maxwell erst in der zweiten Hälfte des zweiten Band seines Treatise.
Als Lehrbuchautor sprach er sich mit Thomson und Peter Guthrie Tait ab, die 1867 ihr damals innovatives Lehrbuch der theoretischen Physik (Treatise on Natural Philosophy) veröffentlicht hatten, das Kinematik und Dynamik behandelte, den Elektromagnetismus aber Maxwells Behandlung überließ. Thomson und Tait berücksichtigten systematisch die Darstellung mit Extremalprinzipien nach Lagrange und Hamilton, was sich auch in Maxwells Treatise niederschlug, der ebenfalls den Lagrange-Formalismus behandelt (Band 2, Kapitel 5). Der Schwerpunkt liegt bei Maxwell auf der theoretischen Behandlung, doch geht er auch auf Instrumente und Experimente ein. Die entsprechenden Abschnitte gruppierte er so, dass sie Experimentatoren und Ingenieuren zugänglich waren ohne sich durch die mehr theoretischen Kapitel durcharbeiten zu müssen. Maxwell behandelt eine Vielzahl von Themen wie Erdmagnetismus, Elektrolyse, Messinstrumenten und ‑verfahren (er beschrieb z. B. die Maxwell-Brücke) oder Systeme von Maßeinheiten und ein eigenes Kapitel ist der elektromagnetischen Theorie des Lichts (Band 2, Kapitel 20) und der Wirkung von Magnetfeldern auf Licht (Band 2, Kapitel 21) gewidmet. Das letzte Kapitel (Band 2, Kapitel 23) behandelt die besonders in Deutschland aufgestellten Fernwirkungstheorien des Elektromagnetismus (Gauß, Wilhelm Weber, Carl Neumann, Bernhard Riemann).
Bei seinem Tod war Maxwell mit der Bearbeitung der zweiten Auflage befasst, die er bis zu den ersten neun Kapiteln druckfertig machen konnte (sie waren eine wesentlich umgeschriebene Neufassung). Der von William Davidson Niven, einem Mitarbeiter von Maxwell in Cambridge, herausgegebene Rest war mehr oder weniger ein Nachdruck der ersten Auflage und erschien 1881. Eine dritte Auflage gab J. J. Thomson 1891 heraus, da damals Niven zeitlich nicht in der Lage dazu war. Neben Erläuterungen und Hinweisen auf neuere Entwicklungen druckte er auch die Behandlung der Selbstinduktion einer Spule aus dem Aufsatz von 1865 ab, da dies im Treatise fehlte.
1872 schlug Cambridge University Press Maxwell vor, eine gekürzte Version des Treatise zu schreiben, was er aber nicht vollenden konnte. Das Buch erschien postum 1881 herausgegeben von Maxwells ehemaligen Mitarbeitern William Garnett und William Davidson Niven (Elementary treatise on electricity). Sie verwendeten dabei für die noch nicht vollendeten Teile Material aus dem Treatise.
Nach Achard beruhte der kommerzielle Erfolg des Treatise in erster Linie auf der ausführlichen Behandlung der Phänomene der Elektrizität und des Magnetismus; die elektromagnetische Theorie von Maxwell wurde dagegen selbst von Zeitgenossen wie William Thomson (der eigene mechanische Äther-Ideen verfolgte) und Peter Guthrie Tait nicht akzeptiert. Tait erkannte nicht einmal alle Neuerungen – wie die Einführung des Verschiebungsstroms – und war gegen eine Verbindung von Elektrizität und Licht. Erst die weiteren Forschungen der Maxwellianer, worunter auch Schüler von Niven fielen (J. J. Thomson, John Henry Poynting) und solche, die überhaupt nicht mit der Maxwell-Schule in Verbindung standen, wie Oliver Lodge, George Francis FitzGerald und der Autodidakt Oliver Heaviside, führten in Großbritannien zur allmählichen Akzeptanz der Theorie. Eine besondere Bedeutung hatte der Nachweis elektromagnetischer Wellen durch Heinrich Hertz ab 1886. Die Aufgabe so Maxwells Theorie zu überprüfen hatte ihm Hermann von Helmholtz 1879 gestellt, was Hertz aber zunächst nicht gelang, so dass er das Problem ruhen ließ. 1884 hatte er sich schon in einem theoretischen Aufsatz als Befürworter der Maxwellschen Theorie starkgemacht und präsentierte seine vereinfachte Form der Maxwellgleichungen 1890. Helmholtz selbst gehörte zu den Wenigen, die Maxwells Theorie schon früh (1870) auf dem Kontinent rezipierten.

## Maxwellgleichungen
Die Maxwellgleichungen bestehen in der von Oliver Heaviside und anderen herausgeschälten Form aus vier Gleichungen, die sich bei Maxwell unter einer Reihe weiteren Gleichungen befinden (bzw. sich leicht daraus ableiten lassen), die Maxwell als grundlegende Gleichungen in seinem Treatise und in seinem Aufsatz von 1865 herausstellte. Maxwell gab sie in Koordinatenform an und in einer Vorform der Vektorschreibweise, dem Quaternionenformalismus, wobei er den Vektor- und Skalaranteil der Quaternionen separat behandelte und so schon der späteren Vektorform nahekam. Zusammengefasst werden die Gleichungen im Kapitel 9 (General equations of the electromagnetic field) von Teil 4 des zweiten Bandes aufgezählt (die Buchstabenzuordnung entspricht der bei Maxwell).
{\displaystyle \mathbf {B} } ist im Folgenden die magnetische Induktion (heute Magnetische Flussdichte), {\displaystyle \mathbf {H} } die magnetische Kraft nach Maxwell (heute Magnetfeldstärke), {\displaystyle \mathbf {E} } das elektrische Feld, {\displaystyle \mathbf {D} } die Verschiebung (heute Elektrische Flussdichte), {\displaystyle \mathbf {j_{0}} } die Stromdichte (ohne Verschiebungsstrom) und {\displaystyle \mathbf {F} } die mechanische Kraft. Viele der Notationen und Symbole Maxwells setzten sich später durch.
- (A) Definition des Vektorpotentials {\displaystyle \mathbf {A} } (bei Maxwell elektromagnetischer Impuls, electromagnetic momentum): {\displaystyle \mathbf {B} =\nabla \times \mathbf {A} } Daraus folgt unmittelbar die Quellenfreiheit des magnetischen Feldes, eines der Maxwellgesetze.

- (B) Die elektromotorische Kraft (Electromotive Force) auf einen im Magnetfeld bewegten Leiter (Geschwindigkeit {\displaystyle \mathbf {v} }) nach Maxwell: {\displaystyle \mathbf {E} =\mathbf {v} \times \mathbf {B} -{\frac {\partial \mathbf {A} }{\partial t}}-\nabla \phi } Der letzte Term kann nach Maxwell in gewissem Sinn als elektrisches Potential bezeichnet werden. In dieser Gleichung ist das Induktionsgesetz enthalten.

- (C) Gleichung für die elektromagnetische Kraft: {\displaystyle \mathbf {F} =\mathbf {j} \times \mathbf {B} }

(entsprechend der Lorentzkraft). Hierfür gibt er auch eine allgemeinere Form an:
{\displaystyle \mathbf {F} =\mathbf {j} \times \mathbf {B} -e\,\nabla \phi -m\,\nabla \Omega }
mit dem elektrischen Potential {\displaystyle \phi } und dem magnetischen Potential {\displaystyle \Omega } (nach Maxwell unter der Einschränkung, dass es existiert) und jeweils den elektrischen Ladungen und magnetischen Polstärken als Vorfaktoren.
- (D) {\displaystyle \mathbf {B} =\mathbf {H} +4\pi \,\mathbf {M} } mit der Magnetisierung {\displaystyle \mathbf {M} } (bei Maxwell Intensität der Magnetisierung und mit {\displaystyle \mathbf {I} } bezeichnet).

- (E) Ampèresches Gesetz: {\displaystyle \nabla \times \mathbf {H} =4\pi \,\mathbf {j} }

- (F) Die Gleichung der elektrischen Verschiebung: {\displaystyle \mathbf {D} =\varepsilon \,\mathbf {E} } (wobei er statt {\displaystyle \varepsilon } die Variable {\displaystyle {\frac {K}{4\pi }}} verwendet).

- (G) Ohm’sches Gesetz: {\displaystyle \sigma \,\mathbf {E} =\mathbf {j_{0}} }

- (H) Berücksichtigung des Verschiebungsstroms: {\displaystyle \mathbf {j} =\mathbf {j_{0}} +{\frac {\partial \mathbf {D} }{\partial t}}}

- (I) {\displaystyle \mathbf {j} =\left(\sigma +\varepsilon \,{\frac {\partial }{\partial t}}\right)\,\mathbf {E} } (was unmittelbar durch Einsetzen von (F), (G) in (H) folgt).

- (J) Gaußsches Gesetz: {\displaystyle \nabla \cdot \mathbf {D} =\rho } Das ist ein weiteres der Maxwellgesetze.

- (K) dient der Definition einer Flächendichte der Elektrizität an der Grenzfläche zweier Medien

- (L) {\displaystyle \mathbf {B} =\mu \,\mathbf {H} }

Die Kontinuitätsgleichung, die er noch 1865 mit in sein System von Gleichungen aufnahm, fehlt (sie wird im ersten Band, Paragraph 295 behandelt).
Die Integralformen der heute nach Maxwell bezeichneten Gleichungen behandelte er schon zuvor in verschiedenen Kapiteln des Treatise.

## Inhalt von Band 1
Preliminary. On the Measurement of Quantities.
PART I. Electrostatics. 
1. Description of Phenomena.
2. Elementary Mathematical Theory of Electricity.
3. On Electrical Work and Energy in a System of Conductors.
4. General Theorems.
5. Mechanical Action Between Two Electrical Systems.
6. Points and Lines of Equilibrium.
7. Forms of Equipotential Surfaces and Lines of Flow.
8. Simple Cases of Electrification.
9. Spherical Harmonics.
10. Confocal Surfaces of the Second Degree.
11. Theory of Electric Images.
12. Conjugate Functions in Two Dimensions.
13. Electrostatic Instruments.

PART II. Electrokinematics.
1. The Electric Current.
2. Conduction and Resistance.
3. Electromotive Force Between Bodies in Contact.
4. Electrolysis.
5. Electrolytic Polarization.
6. Mathematical Theory of the Distribution of Electric Currents.
7. Conduction in Three Dimensions.
8. Resistance and Conductivity in Three Dimensions.
9. Conduction through Heterogeneous Media.
10. Conduction in Dielectrics.
11. Measurement of the Electric Resistance of Conductors.
12. Electric Resistance of Substances.

## Inhalt von Band 2
PART III Magnetism
1. Elementary Theory of Magnetism.
2. Magnetic Force and Magnetic Induction.
3. Particular Forms of Magnets.
4. Induced Magnetization.
5. Magnetic Problems.
6. Weber’s Theory of Magnetic Induction.
7. Magnetic Measurements.
8. Terrestrial Magnetism.

Part IV. Electromagnetism.
1. Electromagnetic Force.
2. Mutual Action of Electric Currents.
3. Induction of Electric Currents.
4. Induction of a Current on Itself.
5. General Equations of Dynamics.
6. Application of Dynamics to Electromagnetism.
7. Electrokinetics.
8. Exploration of the Field by means of the Secondary Circuit.
9. General Equations.
10. Dimensions of Electric Units.
11. Energy and Stress.
12. Current-Sheets.
13. Parallel Currents.
14. Circular Currents.
15. Electromagnetic Instruments.
16. Electromagnetic Observations.
17. Electrical Measurement of Coefficients of Induction.
18. Determination of Resistance in Electromagnetic Measure.
19. Comparison of Electrostatic With Electromagnetic Units.
20. Electromagnetic Theory of Light.
21. Magnetic Action on Light.
22. Electric Theory of Magnetism.
23. Theories of Action at a distance.

## Ausgaben
- Treatise on Electricity and Magnetism. 2 Bände. Clarendon Press, Oxford 1873. Der erste Band umfasste 425 Seiten, der zweite 444 Seiten, die Auflage betrug 1500 Exemplare (Wikisource).
  - Die zweite Auflage von 1881 wurde von W. D. Niven herausgegeben, die dritte Auflage von 1891 von J. J. Thomson. Ein Nachdruck der dritten Auflage erschien bei Dover 1954 und bei Oxford University Press 1998. Dover Reprint: Band 1 – Internet Archive, Band 2 – Internet Archive.
- Deutsche Übersetzung der 2. Auflage von Max Bernhard Weinstein: Lehrbuch der Electricität und des Magnetismus. 2 Bände. Julius Springer, Berlin 1883, Band 1 – Internet Archive, Band 2 – Internet Archive. In der deutschen Übersetzung ergänzte Weinstein auch Zwischenrechnungen und korrigierte Fehler des Originals.
- Französische Übersetzung von G. Séligman-Lui (mit Anmerkungen von A. Cornu, A. Poitier, E. Sarrau): Traité d’électricité et de magnétisme. 2 Bände. Gauthier-Villars 1885, 1887. Nachdruck Jacques Gabay 1989.

Es erschienen auch italienische Übersetzungen (1973, Turin: UTET) und eine russische (Moskau, Nauka 1989).
Eine gekürzte Version  Elementary treatise on electricity herausgegeben von William Garnett erschien 1881 bei Clarendon Press (2. Auflage 1888); archive.org. Auch hiervon erschien eine deutsche Übersetzung (Die Elektrizität in elementarer Behandlung, Vieweg 1883, Übersetzer L. Graetz).